# Hyperaspidius simulatus
Hyperaspidius simulatus är en skalbaggsart som beskrevs av Gordon 1985. Hyperaspidius simulatus ingår i släktet Hyperaspidius och familjen nyckelpigor. Inga underarter finns listade i Catalogue of Life.